# Свистун (фильм)
«Свистун» — фильм режиссёра Паля Эрдёшша 1993 года.

## Сюжет
История приключений двенадцатилетнего мальчика из семьи турецких эмигрантов, живущих в Германии. Став случайным свидетелем ограбления квартиры, герой попадает под подозрение. И тогда на помощь ему приходят школьные друзья, которые находят настоящих преступников и помогают полиции их арестовать.

## Актеры
- Владимир Ильин
- Гурам Месхия
- Даниил Лебедев
- Екатерина Федулова
- Валерий Смецкой
- Владимир Шахбаз
- Петр Ауст
- Кристина Юзбашева
- Павел Комаров
- Глеб Морозов
- Мухмед Хазаль
- Любовь Матюшина
- Нина Агапова
- Никита Прозоровский,
- Виктория Мейенбург
- Александр Пашковский